# Арсёновка (Липецкая область)
Арсёновка — деревня Ягодновского сельсовета Данковского района Липецкой области.

## География
Арсёновка находится севернее деревни Сазоновка, рядом проходит автомобильная дорога 42К-136.
В деревне имеется просёлочная дорога и одна улица — Арсеновская.

## Население
| 2010 |
| ---- |
| 1    |